# Бурубайтал (станция)
Бурылбайтал (каз. Бурылбайтал) — станция в Мойынкумском районе Жамбылской области Казахстана. Входит в состав Чиганакской поселковой администрации. Код КАТО — 315651300.

## Население
В 1999 году население станции составляло 264 человека (132 мужчины и 132 женщины). По данным переписи 2009 года, в населённом пункте проживало 336 человек (162 мужчины и 174 женщины).